# Йохан IV фон Лихтенберг
Йохан IV фон Лихтенберг Стари (на немски: Johann IV von Lichtenberg; * 20 декември 1349; † 23 август 1405) от младата линия Лихтенберг, е господар на Лихтенберг в Елзас и фогт на Страсбург.

## Произход
Той е син на Симон (Симунд) фон Лихтенберг († 23 юни 1380) и съпругата му Аделхайд фон Хелфенщайн († сл. 1383), дъщеря на граф Улрих IV фон Хелфенщайн († 1326) и Агнес фон Вюртемберг († 1373). Сестра му Аделхайд (1353 – 1379) се омъжва през 1373 г. за маркграф Рудолф III фон Хахберг-Заузенберг (1343 – 1428)

## Фамилия
Йохан IV фон Лихтенберг се жени на 21 август 1370 г. за графиня Лорета фон Цвайбрюкен-Бич (* пр. 1370; † сл. 31 октомври 1406), дъщеря на граф Симон I фон Цвайбрюкен-Бич († 1355) и третата му съпруга Агнес фон Лихтенберг († пр. 1378), дъщеря на Йохан II фон Лихтенберг. Те имат шест деца:
- Симунд († 1388)
- Аделхайд († сл. 1420/сл. 1429), омъжена на 20 януари 1371 г. или сл. 27 юни 1396 г. за Йохан III фон Финстинген († сл. 1443)
- Елза († 1440)
- Агнес († 1405)
- Лорета († 1405)
- Катарина († 1401/1404)